# Circus of Books
Circus of Books är en amerikansk dokumentärfilm från 2019. Filmen är regisserad av Rachel Mason.
Filmens svenska premiär är planerad till 22 april 2020.

## Handling
Filmen handlar om paret Karen och Barry Mason. 1976 besvarade de annons insatt i tidningen LA Times av Larry Flynt och blev disributörer för Hustler Magazine. Det ena leder till det andra och paret tar över den lokala porrbutiken Circus of Book. 10 år senare har de blivit USA:s största distributörer av bögporr. 
Filmen ger en inblick i LBGT historien och den berättas av Rachel Mason, som förutom att vara regissör också är Karens och Barrys dotter.

## Medverkande
- Larry Flynt
- Rachel Mason
- Jeff Stryker
- Alaska Thunderfuck